# Oenopota metschigmensis
Oenopota metschigmensis är en snäckart som först beskrevs av Krause 1885.  Oenopota metschigmensis ingår i släktet Oenopota och familjen kägelsnäckor. Inga underarter finns listade i Catalogue of Life.